# 蒙潘雄
蒙潘雄（法語：Montpinchon，法語發音：[mɔ̃pɛ̃ʃɔ̃]）是法国芒什省的一个市镇，属于库唐斯区。

## 地理
蒙潘雄（49°1'20"N, 1°18'36"W）面积16.94 平方千米，位于法国诺曼底大区芒什省，该省份为法国西北部沿海省份，西、北、东北三面环大西洋，东起顺时针与卡爾瓦多斯省、奧恩省、马耶讷省和伊勒-维莱讷省接壤。
与蒙潘雄接壤的市镇（或旧市镇、城区）包括：萨维尼、卡姆图尔、瑟里西拉萨勒、瑟尼伊圣母村、乌维尔、龙塞、圣但尼勒韦蒂。

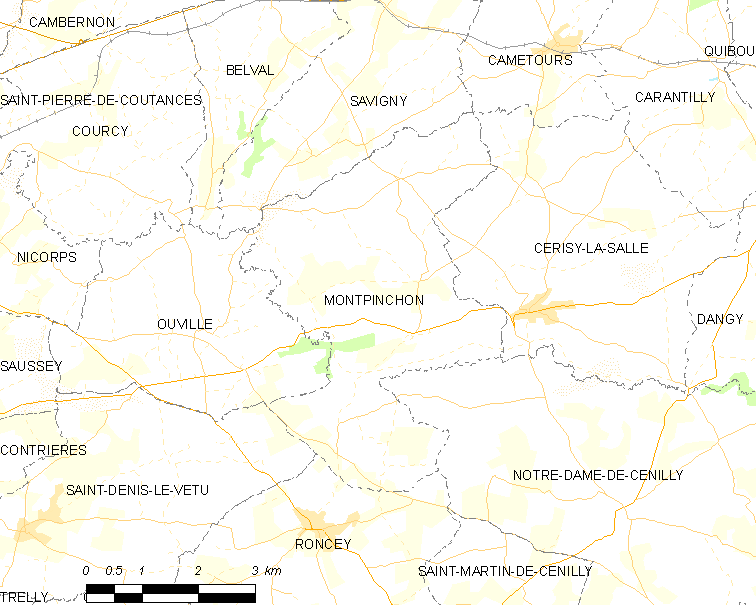
蒙潘雄的OSM定位图

蒙潘雄的时区为UTC+01:00、UTC+02:00（夏令时）。

## 行政
蒙潘雄的邮政编码为50210，INSEE市镇编码为50350。

## 政治
蒙潘雄所属的省级选区为谢讷河畔凯特勒维尔县。

## 人口

1962-2008年间蒙潘雄人口变化图示

蒙潘雄于2022年1月1日时的人口数量为543人。